# Осмате
Осмате (итал. Osmate) је насеље у Италији у округу Варезе, региону Ломбардија.
Према процени из 2011. у насељу је живело 771 становника. Насеље се налази на надморској висини од 313 м.

## Становништво
Према резултатима пописа становништва 2011. у општини је живело 772 становника.
| 1931. | 1936. | 1951. | 1961. | 1971. | 1981. | 1991. | 2001. | 2011. |
| ----- | ----- | ----- | ----- | ----- | ----- | ----- | ----- | ----- |
| 355   | 320   | 321   | 363   | 433   | 484   | 426   | 447   | 772   |